# Leumicamia
Leumicamia är ett släkte av fjärilar. Leumicamia ingår i familjen nattflyn.
Kladogram enligt Catalogue of Life:
| Leumicamia | \| \| Leumicamia graminicolens \| \| \| \| \| \| Leumicamia illustris \| \| \| \| \| \| Leumicamia leucosoma \| \| \| \| \| \| Leumicamia musakensis \| \| \| \| \| \| Leumicamia oreias \| \| \| \| \| \| Leumicamia palustris \| \| \| \| \| \| Leumicamia venustissima \| \| \| \| |
|            | \| \| Leumicamia graminicolens \| \| \| \| \| \| Leumicamia illustris \| \| \| \| \| \| Leumicamia leucosoma \| \| \| \| \| \| Leumicamia musakensis \| \| \| \| \| \| Leumicamia oreias \| \| \| \| \| \| Leumicamia palustris \| \| \| \| \| \| Leumicamia venustissima \| \| \| \| |
|            | Leumicamia graminicolens |
|            | |
|            | Leumicamia illustris |
|            | |
|            | Leumicamia leucosoma |
|            | |
|            | Leumicamia musakensis |
|            | |
|            | Leumicamia oreias |
|            | |
|            | Leumicamia palustris |
|            | |
|            | Leumicamia venustissima |
|            | |